# Improvisation XIV
Improvisation XIV est une peinture de Vassily Kandinsky, réalisée en 1910.